# Innaba
Innaba (arab. عنابة) – nieistniejąca już arabska wieś, która była położona w Dystrykcie Ramli w Mandacie Palestyny. Wieś została wyludniona i zniszczona podczas I wojny izraelsko-arabskiej, po ataku Sił Obronnych Izraela w dniu 10 lipca 1948.

## Położenie
Innaba leżała na wschodnim krańcu nadmorskiej równiny Szaron. Według danych z 1945 do wsi należały ziemie o powierzchni 12 857 ha. We wsi mieszkały wówczas 1 420 osoby.
| własność gruntów | powierzchnia gruntów (hektary) |
| ---------------- | ------------------------------ |
| Arabowie         | 12 244                         |
| Żydzi            | 21                             |
| publiczne        | 592                            |
| Razem            | 12 857                         |

| Rodzaj użytkowanych gruntów | Arabowie (hektary) | Żydzi (hektary) |
| --------------------------- | ------------------ | --------------- |
| uprawy cytrusów             | 111                | 0               |
| uprawy oliwek               | 573                | 0               |
| uprawy nawadniane           | 511                | 0               |
| uprawy zbóż                 | 10 629             | 21              |
| nieużytki                   | 1 531              | 0               |
| zabudowane                  | 54                 | 0               |

## Historia
W czasach panowania rzymskiego istniała tutaj osada nazywana Betoannaba. W okresie panowania Brytyjczyków Innaba była średniej wielkości wsią. We wsi znajdował się jeden meczet. W 1920 utworzono szkołę podstawową dla chłopców, do której w 1945 uczęszczało 168 uczniów.
Na początku I wojny izraelsko-arabskiej w maju 1948 wieś zajęły arabskie milicje, które atakowały żydowską komunikację w okolicy. Na samym początku operacji Danny w dniu 10 lipca 1948 wieś zaatakowali izraelscy żołnierze. Po ciężkim starciu z około 200 arabskimi ochotnikami, wieś została zajęta, a jej mieszkańcy zmuszeni do opuszczenia swoich domów. Część z domów wyburzono natychmiast po zdobyciu wioski, natomiast pozostałą część zrównano z ziemią w 1952.

## Miejsce obecnie
Na gruntach wioski Innaba powstał w 1950 moszaw Kefar Szemu’el.
Palestyński historyk Walid Chalidi, tak opisał pozostałości wioski Innaba: „Część, która wchodzi na teren autostrady Jerozolima-Tel Awiw, kilka kilometrów od opactwa al-Latrun, jest ogrodzona i trudno dostępna. Teren jest pokryty gruzem i porośnięty roślinnością, w tym kaktusami, karłowatymi drzewkami oliwnymi i drzewami cierniowymi sprzed 1948 roku. Widoczne są ruiny domów, pozostałości szkoły i lokalnej siedziby Arabskiej Partii Palestyny. Na cmentarzu zachowały się groby Hasanz Badwan i Ajisha Badwan”.